# Horné Mladonice
Horné Mladonice jsou obec v okrese Krupina v Banskobystrickém kraji na Slovensku. Žije zde 186 obyvatel.
První písemná zmínka o obci pochází z roku 1470. V obci se nachází jednolodní římskokatolický kostel svatého Demetera z let 1888-1890.